# Carl-Olof Jacobson
Dag Carl-Olof Jacobson, född 24 april 1929 i Örs socken i Dalsland, död 4 juni 2018 i Uppsala, var en svensk zoolog och ständig sekreterare i Kungliga Vetenskapsakademien.
Jacobson disputerade i zoologi 1964 och var före pensioneringen professor i zoologisk utvecklingsbiologi vid Evolutionsbiologiskt centrum vid Uppsala universitet.
Jacobson blev ledamot av Kungliga Vetenskapsakademien 1979 och var akademiens ständige sekreterare från 1989 till 1997, då han efterträddes av Erling Norrby. Från 1992 var han ledamot av Ingenjörsvetenskapsakademien. Jacobson var ordförande i Svenska Linnésällskapet 1999–2009.
Jacobson var aktiv i Orphei Drängar och var under en period ordförande respektive hederspresident. Han är begravd på Uppsala gamla kyrkogård.

## Utmärkelser
- Kommendör med stjärna av Norska förtjänstorden (1 juli 1992)[5]